# Seznam hokejistů draftovaných týmem Winnipeg Jets (1972–96)
Toto je kompletní seznam hokejistů, kteří byli draftováni v NHL do týmu Winnipeg Jets. To zahrnuje každého hráče, který byl draftován, bez ohledu na to, zda hrál za tým.

## Draft 1. kola

### Historie prvního kola
| † | Hráč který byl vybrán do hokejové síně slávy a draftován z 1. místa | Hráč který byl vybrán do hokejové síně slávy a draftován z 1. místa | Hráč který byl vybrán do hokejové síně slávy a draftován z 1. místa |
| ≠ | Hráč který neodehrál žádný zápas v NHL                              | Hráč který neodehrál žádný zápas v NHL                              | Hráč který neodehrál žádný zápas v NHL                              |

| Rok  | Místo | Hráč              | Pozice       | Stát    | Předchozí tým (liga)             |
| ---- | ----- | ----------------- | ------------ | ------- | -------------------------------- |
| 1973 | 11    | Ron Andruff       | Centr        | Kanada  | Flin Flon Bombers (WCHL)         |
| 1974 | 7     | Randy Andreachuk≠ | Centr        | Kanada  | Kamloops Chiefs (WCHL)           |
| 1975 | 8     | Brad Gassoff      | Levé křídlo  | Kanada  | Kamloops Chiefs (WCHL)           |
| 1976 | 9     | Thomas Gradin     | Centr        | Švédsko | MODO Hockey (Elitserien)         |
| 1977 | 3     | Ron Duguay        | Centr        | Kanada  | Sudbury Wolves (OHL)             |
| 1977 | 8     | Miles Zaharko     | Obránce      | Kanada  | New Westminster Bruins (WCHL)    |
| 1978 | Nikdo | Nikdo             | Nikdo        | Nikdo   | Nikdo                            |
| 1979 | 19    | Jimmy Mann        | Pravé křídlo | Kanada  | BirminSherbrooke Beavers (QMJHL) |
| 1980 | 2     | Dave Babych       | Obránce      | Kanada  | Portland Winter Hawks (WHL)      |
| 1981 | 1*    | Dale Hawerchuk†   | Centr        | Kanada  | Cornwall Royals (QMJHL)          |
| 1982 | 12    | Jim Kyte          | Obránce      | Kanada  | Cornwall Royals (OHL)            |
| 1983 | 12    | Andrew McBain     | Pravé křídlo | Kanada  | North Bay Centennials (OHL)      |
| 1983 | 14    | Bobby Dollas      | Obránce      | Kanada  | Laval Voisins (QMJHL)            |
| 1984 | Nikdo | Nikdo             | Nikdo        | Nikdo   | Nikdo                            |
| 1985 | 18    | Ryan Stewart      | Centr        | Kanada  | Kamloops Blazers (WHL)           |
| 1986 | 8     | Pat Elynuik       | Pravé křídlo | Kanada  | Prince Albert Raiders (WHL)      |
| 1987 | 16    | Bryan Marchment   | Obránce      | Kanada  | Belleville Bulls (OHL)           |
| 1988 | 10    | Teemu Selänne     | Pravé křídlo | Finsko  | Jokerit Helsinky (SM-liiga)      |
| 1989 | 4     | Stu Barnes        | Centr        | Kanada  | Tri-City Americans (WHL)         |
| 1990 | 19    | Keith Tkachuk     | Centr        | USA     | Malden Catholic H.S. (Mass.)     |
| 1991 | 5     | Aaron Ward        | Obránce      | Kanada  | University of Michigan (CCHA)    |
| 1992 | 17    | Sergej Bautin     | Obránce      | Rusko   | OHK Dynamo Moskva (Superliga)    |
| 1993 | 15    | Mats Lindgren     | Centr        | Švédsko | Skellefteå AIK (Elitserien)      |
| 1994 | Nikdo | Nikdo             | Nikdo        | Nikdo   | Nikdo                            |
| 1995 | 7     | Shane Doan        | Centr        | Kanada  | Kamloops Blazers (WHL)           |

### Celkový výběr

#### WHA
|  | Hráči kteří hráli nejméně jeden zápas v NHL |
|  | Hráči kteří si zahráli v NHL All-Star Game  |

| Rok  | Kolo | Místo | Hráč               | Pozice       |
| ---- | ---- | ----- | ------------------ | ------------ |
| 1973 | 1    | 11    | Ron Andruff        | Centr        |
| 1973 | 2    | 25    | Keith Mackie       | Obránce      |
| 1973 | 3    | 37    | Kelly Pratt        | Pravé křídlo |
| 1973 | 5    | 63    | Randy Smith        | Levé křídlo  |
| 1973 | 6    | 76    | Ron Kennedy        | Pravé křídlo |
| 1973 | 7    | 89    | Jeff Jacques       | Pravé křídlo |
| 1973 | 8    | 101   | Terry McDougall    | Centr        |
| 1973 | 9    | 112   | Russ Wiechnik      | ?            |
| 1973 | 10   | 121   | Mike Kennedy       | Pravé křídlo |
| 1974 | 1    | 7     | Randy Andreachuk   | Centr        |
| 1974 | 2    | 22    | Brian Engblom      | Obránce      |
| 1974 | 3    | 37    | Kim MacDougall     | Obránce      |
| 1974 | 4    | 52    | Boyd Anderson      | Levé křídlo  |
| 1974 | 5    | 66    | Rick Uhrich        | Pravé křídlo |
| 1974 | 6    | 81    | Dave Rooke         | ?            |
| 1974 | 7    | 96    | Bob Ferguson       | Centr        |
| 1974 | 8    | 111   | John Duncan        | ?            |
| 1974 | 9    | 126   | Wayne Wilhelm      | Brankář      |
| 1974 | 10   | 139   | Mike Wanchuk       | Pravé křídlo |
| 1974 | 11   | 183   | John Memryk        | Brankář      |
| 1974 | 12   | 196   | Marcel Dumais      | ?            |
| 1974 | 19   | 236   | Tom Wynne          | Brankář      |
| 1975 | 1    | 8     | Brad Gassoff       | Levé křídlo  |
| 1975 | 2    | 22    | Russ Anderson      | Obránce      |
| 1975 | 3    | 38    | Glen Richardson    | Levé křídlo  |
| 1975 | 4    | 53    | Ted Long           | Levé křídlo  |
| 1975 | 6    | 81    | Nick Bobstock      | ?            |
| 1975 | 9    | 119   | Jim Gustafson      | Levé křídlo  |
| 1975 | 10   | 132   | Dag Bredberg       | Utočník      |
| 1975 | 11   | 145   | Emil Meszaros      | Utočník      |
| 1975 | 12   | 156   | Torbjorn Nilsson   | Utočník      |
| 1975 | 13   | 166   | Bengt Lundholm     | Utočník      |
| 1976 | 1    | 9     | Thomas Gradin      | Centr        |
| 1976 | 2    | 17    | Clayton Pachal     | Centr        |
| 1976 | 2    | 23    | Tom Rowe           | Pravé křídlo |
| 1976 | 3    | 33    | Steve Clippingdale | Levé křídlo  |
| 1976 | 4    | 45    | Goran Lindblom     | ?            |
| 1976 | 5    | 57    | Doug Johnston      | Obránce      |
| 1976 | 6    | 69    | Fred Berry         | Centr        |
| 1976 | 7    | 81    | Greg Craig         | ?            |
| 1976 | 8    | 92    | Brian Granfield    | Obránce      |
| 1976 | 9    | 103   | Anders Hakansson   | Utočník      |
| 1976 | 10   | 115   | Jörgen Pettersson  | Utočník      |
| 1977 | 1    | 3     | Ron Duguay         | Centr        |
| 1977 | 1    | 8     | Miles Zaharko      | Obránce      |
| 1977 | 3    | 28    | Mark Lofthouse     | Pravé křídlo |
| 1977 | 4    | 37    | Don "Red" Laurence | Centr        |
| 1977 | 5    | 46    | Bill Stewart       | Obránce      |
| 1977 | 6    | 55    | Ric Seiling        | Pravé křídlo |
| 1977 | 7    | 64    | Jim Hamilton       | Levé křídlo  |
| 1977 | 8    | 72    | Warren Holmes      | Centr        |
| 1977 | 9    | 80    | Mike Keating       | Levé křídlo  |
| 1977 | 10   | 88    | Murray Bannerman   | Brankář      |

#### NHL
|  | Hráči kteří hráli nejméně jeden zápas v NHL |
|  | Hráči kteří si zahráli v NHL All-Star Game  |

| Rok  | Kolo | Místo | Hráč                | Pozice              |
| ---- | ---- | ----- | ------------------- | ------------------- |
| 1979 | 1    | 19    | Jimmy Mann          | Pravé křídlo        |
| 1979 | 2    | 40    | Dave Christian      | Pravé křídlo        |
| 1979 | 3    | 61    | Bill Whelton        | Obránce             |
| 1979 | 4    | 82    | Patrick Daley       | Levé křídlo         |
| 1979 | 5    | 103   | Thomas Steen        | Utočník             |
| 1979 | 6    | 124   | Tim Watters         | Obránce             |
| 1980 | 1    | 2     | Dave Babych         | Obránce             |
| 1980 | 2    | 22    | Jay Miller          | Obránce             |
| 1980 | 3    | 43    | Murray Eaves        | Utočník             |
| 1980 | 4    | 65    | Guy Fournier        | Utočník             |
| 1980 | 5    | 86    | Glen Ostir          | Obránce             |
| 1980 | 6    | 107   | Ron Loustel         | Brankář             |
| 1980 | 7    | 128   | Brian Mullen        | Utočník             |
| 1980 | 7    | 135   | Michel Lauen        | Utočník             |
| 1980 | 8    | 149   | Sandy Beadle        | Levé křídlo         |
| 1980 | 9    | 170   | Ed Christian        | Utočník             |
| 1980 | 10   | 191   | Dave Chartier       | Centr               |
| 1981 | 1    | 1     | Dale Hawerchuk      | Centr               |
| 1981 | 2    | 22    | Scott Arniel        | Levé křídlo         |
| 1981 | 3    | 43    | Jyrki Seppa         | Obránce             |
| 1981 | 4    | 64    | Kirk McCaskill      | Utočník             |
| 1981 | 5    | 85    | Marc Behrend        | Brankář             |
| 1981 | 6    | 106   | Bob O'Connor        | Brankář             |
| 1981 | 7    | 127   | Petter Nilsson      | Obránce             |
| 1981 | 8    | 148   | Dan McFall          | Obránce             |
| 1981 | 9    | 169   | Greg Dick           | ?                   |
| 1981 | 10   | 190   | Vladimír Kadlec     | ?                   |
| 1981 | 11   | 211   | Dave Kirwin         | ?                   |
| 1982 | 1    | 12    | Jim Kyte            | Obránce             |
| 1982 | 4    | 74    | Tom Martin          | Levé křídlo         |
| 1982 | 4    | 75    | Dave Ellett         | Obránce             |
| 1982 | 5    | 96    | Tim Mishler         | Utočník             |
| 1982 | 7    | 138   | Derek Ray           | Pravé křídlo        |
| 1982 | 8    | 159   | Guy Gosselin        | Obránce             |
| 1982 | 9    | 180   | Tom Ward            | ?                   |
| 1982 | 10   | 201   | Mike Savage         | Levé křídlo         |
| 1982 | 11   | 222   | Bob Shaw            | ?                   |
| 1982 | 12   | 243   | John-Urban Ericson  | ?                   |
| 1983 | 1    | 8     | Andrew McBain       | Pravé křídlo        |
| 1983 | 1    | 14    | Bobby Dollas        | Obránce             |
| 1983 | 2    | 29    | Brad Berry          | Obránce             |
| 1983 | 3    | 43    | Peter Taglianetti   | Obránce             |
| 1983 | 4    | 69    | Bob Essensa         | Brankář             |
| 1983 | 5    | 89    | Harry Armstrong     | ?                   |
| 1983 | 6    | 109   | Joel Baillargeon    | Levé křídlo         |
| 1983 | 7    | 129   | Iain Duncan         | Levé křídlo         |
| 1983 | 8    | 149   | Ron Pesetti         | Obránce             |
| 1983 | 9    | 169   | Todd Flichel        | Obránce             |
| 1983 | 10   | 189   | Kory Wright         | Utočník             |
| 1983 | 11   | 209   | Eric Cormier        | ?                   |
| 1983 | 12   | 229   | Jamie Husgen        | Obránce             |
| 1984 | 2    | 30    | Peter Douris        | Pravé křídlo        |
| 1984 | 4    | 68    | Chris Mills         | ?                   |
| 1984 | 4    | 72    | Sean Clement        | Obránce             |
| 1984 | 5    | 93    | Scott Schneider     | Utočník             |
| 1984 | 5    | 99    | Brent Severyn       | Obránce             |
| 1984 | 6    | 114   | Gary Lorden         | ?                   |
| 1984 | 7    | 135   | Luciano Borsato     | Centr               |
| 1984 | 8    | 156   | Brad Jones          | Levé křídlo         |
| 1984 | 9    | 177   | Gord Whitaker       | Levé a pravé křídlo |
| 1984 | 10   | 197   | Rick Forst          | ?                   |
| 1984 | 11   | 218   | Mike Warus          | ?                   |
| 1984 | 12   | 238   | Jim Edmands         | Brankář             |
| 1985 | 1    | 18    | Ryan Stewart        | Centr               |
| 1985 | 2    | 39    | Roger Ohman         | Obránce             |
| 1985 | 3    | 60    | Daniel Berthiaume   | Brankář             |
| 1985 | 4    | 81    | Fredrik Olausson    | Obránce             |
| 1985 | 5    | 102   | John Borrell        | ?                   |
| 1985 | 6    | 123   | Danton Cole         | Pravé křídlo        |
| 1985 | 7    | 144   | Brent Mowery        | Centr               |
| 1985 | 8    | 165   | Tom Draper          | Brankář             |
| 1985 | 9    | 186   | Neven Kardum        | ?                   |
| 1985 | 10   | 207   | Dave Quigley        | Brankář             |
| 1985 | 11   | 228   | Chris Norton        | ?                   |
| 1985 | 12   | 249   | Anssi Melametsa     | Utočník             |
| 1986 | 1    | 8     | Pat Elynuik         | Pravé křídlo        |
| 1986 | 2    | 29    | Teppo Numminen      | Obránce             |
| 1986 | 3    | 50    | Esa Palosaari       | ?                   |
| 1986 | 4    | 71    | Hannu Jarvenpaa     | Pravé křídlo        |
| 1986 | 5    | 92    | Craig Endean        | Levé křídlo         |
| 1986 | 6    | 113   | Rob Bateman         | ?                   |
| 1986 | 8    | 155   | Frank Furlan        | Brankář             |
| 1986 | 9    | 176   | Mark Green          | Levé křídlo         |
| 1986 | 10   | 197   | John Blue           | Brankář             |
| 1986 | 11   | 218   | Matt Cote           | Obránce             |
| 1986 | 12   | 239   | Arto Blomsten       | Obránce             |
| 1987 | 1    | 16    | Bryan Marchment     | Obránce             |
| 1987 | 2    | 37    | Patrik Erickson     | ?                   |
| 1987 | 4    | 79    | Don McLennan        | ?                   |
| 1987 | 5    | 96    | Ken Gernander       | Pravé křídlo        |
| 1987 | 5    | 100   | Darrin Amundson     | Utočník             |
| 1987 | 6    | 121   | Joe Harwell         | Obránce             |
| 1987 | 7    | 142   | Tod Hartje          | Centr               |
| 1987 | 8    | 163   | Markku Kyllonen     | Levé křídlo         |
| 1987 | 9    | 184   | Jim Fernholz        | ?                   |
| 1987 | 11   | 226   | Roger Rougelot      | Brankář             |
| 1987 | 12   | 247   | Hans-Goran Elo      | ?                   |
| 1988 | 1    | 10    | Teemu Selänne       | Pravé křídlo        |
| 1988 | 2    | 31    | Russ Romaniuk       | Levé křídlo         |
| 1988 | 3    | 51    | Stephane Beauregard | Brankář             |
| 1988 | 4    | 73    | Brian Hunt          | Centr               |
| 1988 | 5    | 94    | Tony Joseph         | Pravé křídlo        |
| 1988 | 5    | 101   | Ben Lebeau          | Utočník             |
| 1988 | 6    | 115   | Ron Jones           | Pravé křídlo        |
| 1988 | 7    | 127   | Markus Akerblom     | Pravé křídlo        |
| 1988 | 7    | 136   | Jukka Marttila      | ?                   |
| 1988 | 8    | 157   | Mark Smith          | Levé křídlo         |
| 1988 | 9    | 178   | Mike Helber         | Centr               |
| 1988 | 10   | 199   | Pavel Kostitškin    | Pravé křídlo        |
| 1988 | 11   | 220   | Kevin Heise         | ?                   |
| 1988 | 12   | 241   | Kyle Galloway       | Obránce             |
| 1989 | 1    | 4     | Stu Barnes          | Centr               |
| 1989 | 2    | 25    | Dan Ratushny        | Obránce             |
| 1989 | 3    | 46    | Jason Cirone        | Centr               |
| 1989 | 3    | 62    | Kris Draper         | Centr               |
| 1989 | 4    | 64    | Mark Brownschidle   | Obránce             |
| 1989 | 4    | 69    | Allain Roy          | Brankář             |
| 1989 | 6    | 109   | Dan Bylsma          | Pravé křídlo        |
| 1989 | 7    | 130   | Pekka Peltola       | Utočník             |
| 1989 | 7    | 131   | Doug Evans          | Obránce             |
| 1989 | 8    | 151   | Jim Solly           | Levé křídlo         |
| 1989 | 9    | 172   | Stephane Gauvin     | ?                   |
| 1989 | 10   | 193   | Joe Larson          | Utočník             |
| 1989 | 11   | 214   | Brad Podiak         | Centr               |
| 1989 | 12   | 235   | Jevgenij Davydov    | Levé křídlo         |
| 1989 | 12   | 240   | Sergej Charin       | Centr               |
| 1990 | 1    | 19    | Keith Tkachuk       | Centr               |
| 1990 | 2    | 35    | Mike Muller         | Obránce             |
| 1990 | 4    | 74    | Roman Meluzín       | Pravé křídlo        |
| 1990 | 4    | 75    | Scott Levins        | Pravé křídlo        |
| 1990 | 4    | 77    | Alexej Žamnov       | Centr               |
| 1990 | 5    | 98    | Craig Martin        | Pravé křídlo        |
| 1990 | 6    | 119   | Daniel Jardemyr     | Obránce             |
| 1990 | 7    | 140   | John Lilley         | Pravé křídlo        |
| 1990 | 8    | 161   | Henrik Andersson    | Pravé křídlo        |
| 1990 | 9    | 182   | Rauli Raitanen      | Centr               |
| 1990 | 10   | 203   | Mika Alatalo        | Levé křídlo         |
| 1990 | 11   | 224   | Sergej Seljanin     | Obránce             |
| 1990 | 12   | 245   | Keith Morris        | Levé křídlo         |
| 1991 | 1    | 5     | Aaron Ward          | Obránce             |
| 1991 | 3    | 49    | Dmitrij Filimonov   | Obránce             |
| 1991 | 5    | 91    | Juha Ylonen         | Centr               |
| 1991 | 5    | 99    | Yan Kaminsky        | Levé křídlo         |
| 1991 | 6    | 115   | Jeff Sebastian      | Obránce             |
| 1991 | 8    | 159   | Jeff Ricciardi      | Obránce             |
| 1991 | 9    | 181   | Sean Gauthier       | Brankář             |
| 1991 | 10   | 203   | Igor Uljanov        | Obránce             |
| 1991 | 11   | 225   | Jason Jennings      | Utočník             |
| 1991 | 12   | 247   | Sergej Sorokin      | Obránce             |
| 1992 | 1    | 17    | Sergej Bautin       | Obránce             |
| 1992 | 2    | 27    | Boris Mironov       | Obránce             |
| 1992 | 3    | 60    | Jeremy Stevenson    | Levé křídlo         |
| 1992 | 4    | 84    | Mark Visheau        | Obránce             |
| 1992 | 6    | 132   | Alexandr Alexeev    | Obránce             |
| 1992 | 7    | 155   | Artur Oktjabrev     | Obránce             |
| 1992 | 7    | 156   | Andrej Raisky       | Centr               |
| 1992 | 9    | 204   | Nikolaj Chabibulin  | Brankář             |
| 1992 | 10   | 228   | Jevgenij Garanin    | ?                   |
| 1992 | 10   | 229   | Teemu Numminen      | Utočník             |
| 1992 | 11   | 252   | Andrej Karpovcev    | ?                   |
| 1992 | 11   | 254   | Ivan Vologjaninov   | Pravé křídlo        |
| 1993 | 1    | 15    | Mats Lindgren       | Centr               |
| 1993 | 2    | 31    | Scott Langkow       | Brankář             |
| 1993 | 2    | 43    | Alexej Budajev      | Centr               |
| 1993 | 4    | 79    | Ruslan Batyrchin    | Obránce             |
| 1993 | 4    | 93    | Ravil Gusmanov      | Levé křídlo         |
| 1993 | 5    | 119   | Larry Courville     | Levé křídlo         |
| 1993 | 6    | 145   | Michal Grošek       | Pravé křídlo        |
| 1993 | 7    | 171   | Martin Woods        | Obránce             |
| 1993 | 8    | 197   | Adrian Murray       | ?                   |
| 1993 | 9    | 217   | Vladimír Potapov    | ?                   |
| 1993 | 9    | 223   | Ilja Stachenkov     | Obránce             |
| 1993 | 9    | 228   | Harijs Vitolinsh    | Centr               |
| 1993 | 11   | 285   | Russell Hewson      | Centr               |
| 1994 | 2    | 30    | Deron Quint         | Obránce             |
| 1994 | 3    | 56    | Dorian Anneck       | Pravé křídlo        |
| 1994 | 3    | 58    | Tavis Hansen        | Pravé křídlo        |
| 1994 | 4    | 82    | Steve Cheredaryk    | Obránce             |
| 1994 | 5    | 108   | Craig Mills         | Pravé křídlo        |
| 1994 | 6    | 143   | Steve Vezina        | Brankář             |
| 1994 | 6    | 146   | Chris Kibermanis    | ?                   |
| 1994 | 8    | 186   | Ramil Saifullin     | Centr               |
| 1994 | 9    | 212   | Henrik Smangs       | Brankář             |
| 1994 | 10   | 238   | Mike Mader          | Obránce             |
| 1994 | 11   | 264   | Jason Issel         | Levé křídlo         |
| 1995 | 1    | 7     | Shane Doan          | Centr               |
| 1995 | 2    | 32    | Marc Chouinard      | Centr               |
| 1995 | 2    | 34    | Jason Doig          | Obránce             |
| 1995 | 3    | 67    | Brad Isbister       | Levé křídlo         |
| 1995 | 4    | 84    | Justin Kurtz        | Obránce             |
| 1995 | 5    | 121   | Brian Elder         | Brankář             |
| 1995 | 6    | 136   | Sylvain Daigle      | Brankář             |
| 1995 | 7    | 162   | Paul Traynor        | Obránce             |
| 1995 | 8    | 188   | Jaroslav Obšut      | Obránce             |
| 1995 | 8    | 189   | Fredrik Loven       | Obránce             |
| 1995 | 9    | 214   | Robert DeCiantis    | Centr               |

## Souvislé články
- Seznam hokejistů draftovaných týmem Phoenix Coyotes